# نیزک ترخان

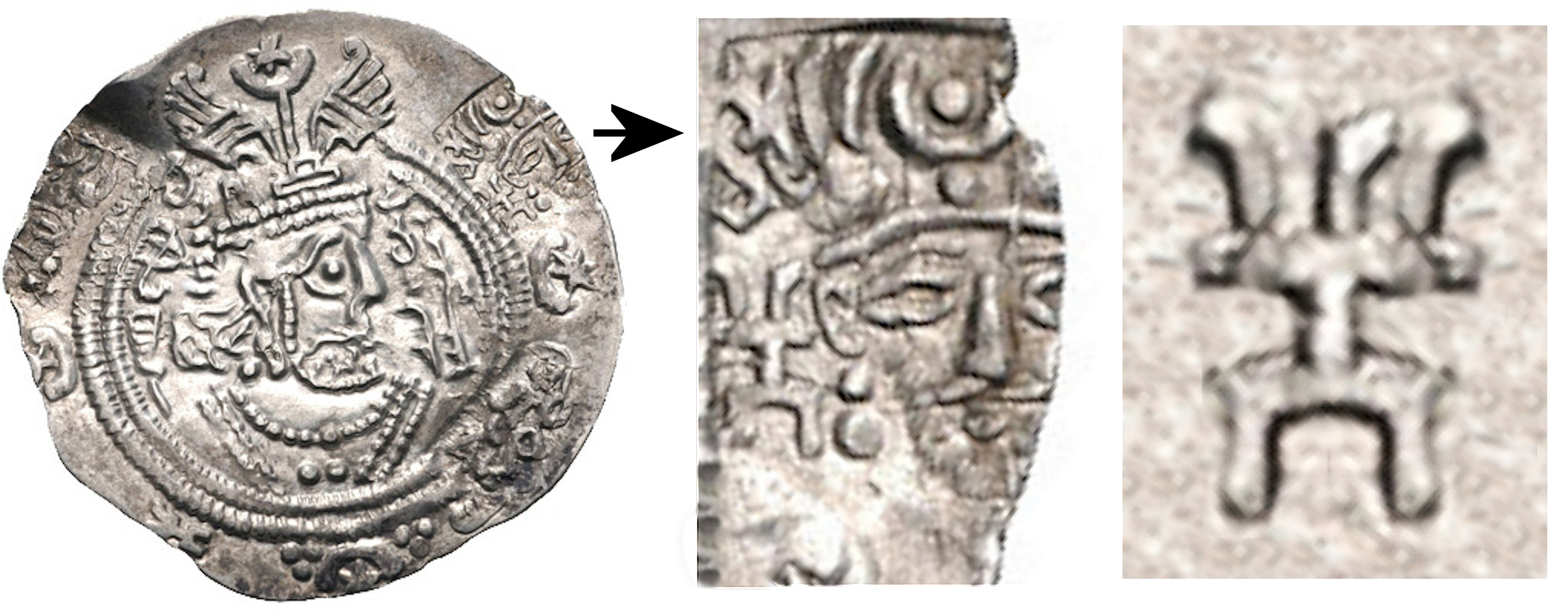
یک سکه کپی شده هپتالی از روی سکه‌های ساسانی-عربی، عبد الله بن خازم به تاریخ ۶۹ ه‍.ق (۶۸۸ میلادی). در حاشیه: نشان هپتالی با سری تاج دار و یک تمغای متاخر، در دوران نیزک ترخان در حدود سال ۷۰۰ میلادی

نیزک ترخان یا نیزک طرخان (نامشخص - ۷۱۰ میلادی) مرزبان ناحیه تخارستان  بود که در زمان حملهٔ عرب‌های مسلمان، در حدود سال ۷۰۹ میلادی بر عليه قتیبة بن مسلم قیام كرد و با عرب‌ها جنگید و پس از هر بار شکست سر به شورش برداشت تا سرانجام کشته‌شد.

## سرگذشت
در سال ۸۷ ه‍.ق قتیبة بن مسلم قصد داشت که شهر بلخ را تصرف کند. نیزک ترخان، آیین اسلام را نپذیرفت و به دفاع از شهر پرداخت. ولی سرانجام شکست خوردخ و زندانی شد. در این زمان او بصورت ظاهری اسلام را پذیرفت، ولی زمانی که قتیبة به بخارا لشکرکشی کرد، نیزک نیز اسلام رهاکرده و به آیین زرتشتی بازگشت. او سپاهی گردآوری کرد، تا برای جنگ با مسلمانان آماده شود. قتیبة با سپاهی بزرگ به او حمله کرد و نیزک باز هم اسلام را بصورت ظاهری پذیرفت. ولی بار دیگر از اسلام برگشت و به جنگ با مسلمانان پرداخت. او بخشی از سپاه مسلمانان را شکست داد و شماری از شهرهای اشغال شده را آزاد کرد.
قتیبة که خبر خروج دوبارهٔ نیزک را شنید خشمگین شد و سوگند خورد که نان نخورد تا زمانی که از خون نیزک و پیروان و افرادش آسیاب خون گرداند. پس سپاهی بزرگ گردآورد و به به نیزک حمله‌ور شد. او شهرها را یکی پس از دیگری تصرف و مردم آن شهرها را نیز قتل‌عام کرد، آن‌چنان‌که در روز نخست شش هزار تن را سر برید و در دیگر روزها نیز چنین کرد و از آسیابی که احداث کرده بود، گندم آرد کرده و نان پخت و از آن خورد تا به سوگندش عمل کرده‌باشد.
سرانجام نیزک و افرادش را نیز شکست داده و اسیر کرد. قتیبة دستور داد تا نیزک، فرزندان و همهٔ خویشان و وابستگان و هواخواهانش را یک جا کشتند. و چون این‌گونه به عهد خویش وفاکرده بود در مسجد جامع نماز شکر خواند.